# Cornuscoparia ochracea
Cornuscoparia ochracea là một loài bọ cánh cứng trong họ Cerambycidae.